# Puits
Puits é uma comuna francesa na região administrativa da Borgonha-Franco-Condado, no departamento de Côte-d'Or. Estende-se por uma área de 19,71 km². Em 2010 a comuna tinha 129 habitantes (densidade: 6,5 hab./km²).